# Mike MacDowel
Pour les articles homonymes, voir MacDowell.
Michael George Hartwell MacDowel dit Mike MacDowel (né le 13 septembre 1932 à Great Yarmouth, comté de Norfolk, Angleterre, Royaume-Uni, et mort le 19 janvier 2016) est un pilote britannique. 

## Biographie
Il participe au Grand Prix de France 1957, comptant pour le championnat du monde de Formule 1 où il partage sa voiture avec Jack Brabham. MacDowel n'inscrit aucun point car il termine termine septième de l'épreuve et seuls les cinq premiers et l'auteur du meilleur tour en course inscrivent alors des points. MacDowel s'était, à l'origine qualifié en quinzième et dernière position.
MacDowel est un pilote amateur. Après un long break, il se lance dès 1968 dans la course de côte et continue à s'engager dans la discipline jusqu'après ses soixante ans. En 1973, il remporte le Shelsley Walsh Speed Hill Climb ainsi que son premier titre de champion de Grande-Bretagne de la montagne (en). L'année suivante, Mike MacDowel remporte également le titre, toujours sur Brabham-Repco BT36X.

## Résultats en championnat du monde de Formule 1
| Saison | Écurie             | Châssis | Moteur              | Pneus | GP disputé | Copilote     | Qualification | Points inscrits | Classement |
| ------ | ------------------ | ------- | ------------------- | ----- | ---------- | ------------ | ------------- | --------------- | ---------- |
| 1957   | Cooper Car Company | T43     | Climax FPF 2,0 L l4 | A     | France     | Jack Brabham | 15e           | 0               | 7e         |